# Agrothereutes transsylvanicus
Agrothereutes transsylvanicus är en stekelart som först beskrevs av Kiss 1926.  Agrothereutes transsylvanicus ingår i släktet Agrothereutes och familjen brokparasitsteklar. Inga underarter finns listade i Catalogue of Life.